# Fritz Philipp
Fritz Philipp (* 5. Oktober 1903 in Breslau; † 27. Januar 1981) war ein deutscher FDGB-Funktionär. Er war Erster Vorsitzender des Zentralvorstandes der Industriegewerkschaft Metall.

## Leben
Philipp, Sohn einer Arbeiterfamilie, besuchte die Volksschule und absolvierte eine Lehre zum Dreher in Breslau. Später arbeitete er in diesem Beruf in seiner Heimatstadt und von 1935 bis 1945 in Magdeburg. 1921 trat er dem Deutschen Metallarbeiterverband bei und übernahm dort ehrenamtliche Funktionen. 1922 schloss er sich der SPD an, trat jedoch 1931 zur SAP über. 
Nach Kriegsende trat Philipp 1945 der KPD bei und wurde 1946 Mitglied der SED. 1945/46 war er Betriebsratsvorsitzender bei „Krupp-Gruson“ in Magdeburg, 1946/47 Vorsitzender der IG Metall in Magdeburg. Ab 1947 wirkte er als Zweiter Vorsitzender sowie ab Oktober 1949 als Erster Vorsitzender des Zentralvorstandes der IG Metall. Im Februar 1950 wurde er auf Beschluss der Zentralen Parteikontrollkommission der SED seiner Funktion enthoben und gerügt. Als Gründe für die Funktionenthebung wurden Alkoholexzesse, die „hemmungslose“ Ausgabenpolitik des Zentralvorstandes der IG Metall, aber auch Philipps Verhalten gegenüber sogenannten „Nurgewerkschaftern“ angeführt.
1950/51 war Philipp Leiter der Materialversorgung im VEB Stahl- und Walzwerk „Wilhelm Florin“ in Hennigsdorf, dann von 1951 bis 1953 Hauptreferent im Sonderbaustab Berlin. Von 1953 bis 1957 fungierte er als Direktor für Arbeit des VEB Hochbau Berlin-Friedrichshain, dann von 1957 bis 1964 Direktor für Arbeit des VEB Fahrzeugausrüstung. Von 1964 bis 1966 war er schließlich Sekretär der SED-Betriebsparteiorganisation im Rat des Stadtbezirks Berlin-Friedrichshain. Zuletzt war er langjähriger Vorsitzender des Kreisvorstandes Berlin-Weißensee der Gesellschaft für Deutsch-Sowjetische Freundschaft. Philipp starb im Alter von 77 Jahren und wurde auf dem Zentralfriedhof Friedrichsfelde bestattet.
Philipp wurde mit der Fritz-Heckert-Medaille und dem Vaterländischen Verdienstorden in Bronze (1973) ausgezeichnet.

## Schriften
- Instrukteure als Organisator der Hennecke-Bewegung (Schriftenreihe IG Metall, 6). Zentralvorstand der Industriegewerkschaft Metall im FDGB, Berlin 1949.